# Heart Full of Soul
Singles de The Yardbirds
For Your Love
(1965) Evil Hearted You
(1965)
Heart Full of Soul est une chanson du groupe de rock britannique The Yardbirds sortie en single en 1965.
Comme le précédent 45 tours du groupe, For Your Love, il s'agit d'un morceau écrit et composé par Graham Gouldman. C'est le premier enregistrement des Yardbirds avec le guitariste Jeff Beck, qui vient de remplacer Eric Clapton. Sur cette chanson, il utilise des effets pour imiter le son d'un sitar, ce qui en fait l'un des premiers morceaux de pop occidentale à intégrer de telles influences indiennes, un genre qui prend le nom de raga rock.
À sa sortie, Heart Full of Soul se classe no 2 des ventes au Royaume-Uni et no 9 aux États-Unis. Elle est fréquemment interprétée sur scène par les Yardbirds, y compris après le remplacement de Beck par Jimmy Page.

## Histoire

### Contexte
En mars 1965, le guitariste Eric Clapton quitte les Yardbirds. Son remplacement par Jeff Beck incite le groupe à s'essayer à divers styles musicaux. Les influences de Beck sont plus diverses que celles de Clapton et il utilise des pédales d'effet qui enrichissent leur son. La distorsion et l'effet Larsen sont à cette époque des nouveautés. Après le succès du single For Your Love, les Yardbirds se préparent à enregistrer leur prochain 45 tours. L'auteur de For Your Love, Graham Gouldman, leur propose une démo de Heart Full of Soul,. Le critique Richie Unterberger décrit Gouldman comme « un génie pour ce qui est d'alterner efficacement les tempos et les modes majeurs/mineurs », des techniques qu'il utilise dans cette chanson. Les Yardbirds se livrent à des changements de tempos similaires (« rave up ») lorsqu'ils jouent en public.
La musique pop britannique se caractérise alors par ses penchants expérimentaux et les arrangements proposés par Gouldman sur sa démo ont des accents exotiques. Le batteur des Yardbirds, Jim McCarty, se souvient par la suite que « le riff sur la démo évoquait un sitar » et que l'imprésario du groupe, Giorgio Gomelsky, décide d'engager des joueurs de sitar et de tabla pour une séance d'enregistrement. Ce faisant, il cherche peut-être à reproduire la recette de For Your Love, qui se distinguait par la présence d'un autre instrument inhabituel : un clavecin.

### Enregistrement

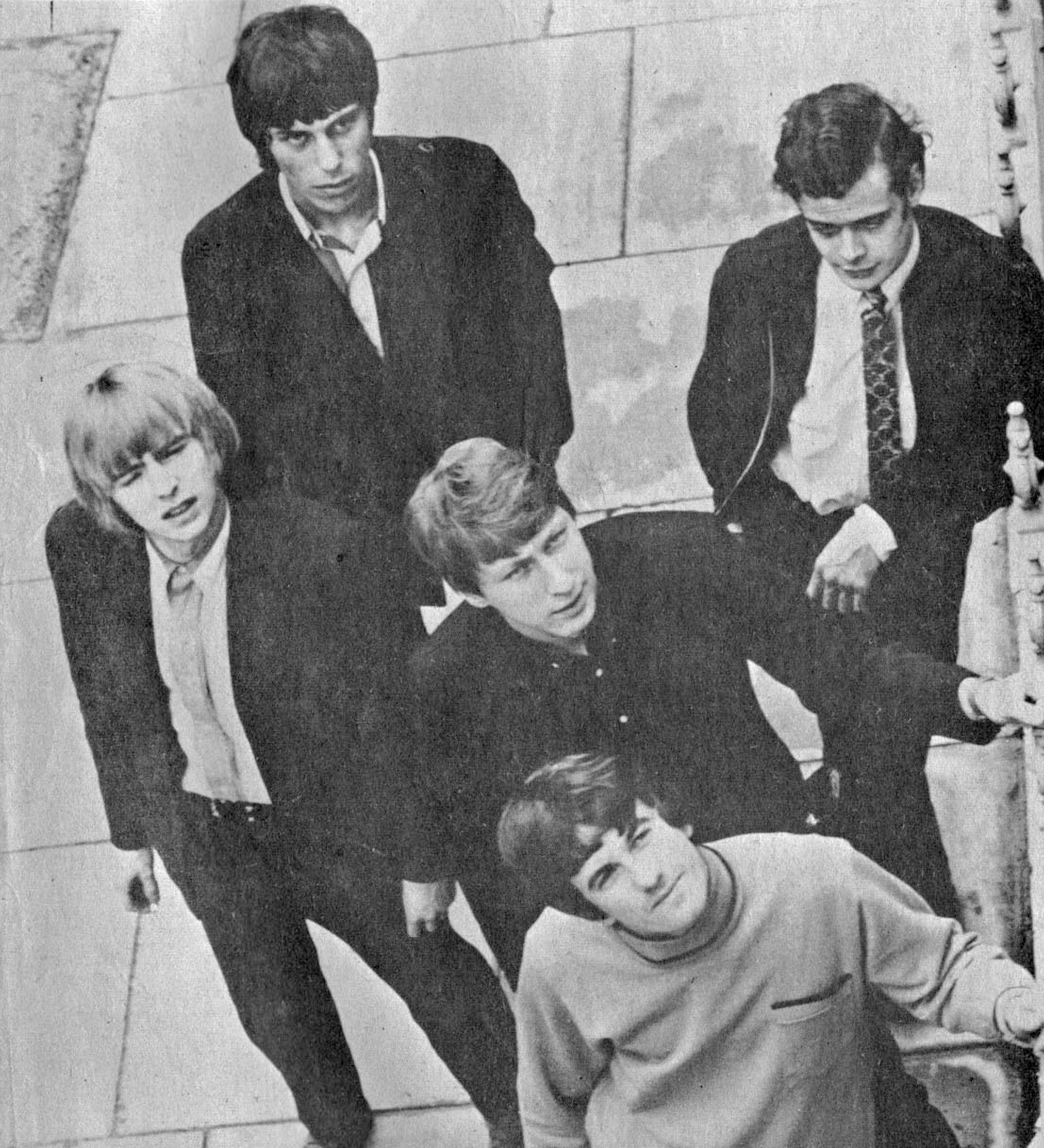
Les Yardbirds en 1965.

Les Yardbirds tentent d'enregistrer Heart Full of Soul une première fois le 13 avril 1965 aux studios Advision de Londres. Le chanteur Keith Relf y joue de la guitare acoustique (il est possible que le guitariste Chris Dreja n'ait pas contribué au morceau), donnant au morceaux des accents folk rock, . La section rythmique se compose de Jim McCarty et du musicien de studio Ron Prentice, le bassiste des Yardbirds Paul Samwell-Smith étant simplement crédité comme « directeur musical » sur la pochette du single.
Lors de la première séance, le joueur de sitar commence à jouer le riff caractéristique de la chanson, mais il n'a pas l'habitude du son rock du groupe et le résultat manque de groove selon Beck,,. Il décide donc d'utiliser sa guitare et ses pédales d'effet pour produire un son similaire à celui du sitar et de ses cordes sympathiques,,. D'après McCarty, il emprunte pour ce faire le prototype de pédale fuzz développé par Roger Mayer pour Jimmy Page. Ce dernier, alors simple musicien de studio, travaille dans un studio voisin et assiste à la séance. Intrigué, il décide d'acheter l'instrument du sitariste et l'utilise sur ses propres morceaux. Bien que cette première séance ne débouche pas sur l'enregistrement d'un master, plusieurs démos de la chanson avec la partie de sitar sont publiées ultérieurement dans des coffrets des Yardbirds. Heart Full of Soul est achevée le 20 avril. 

### Parution
Heart Full of Soul, premier single des Yardbirds après le départ d'Eric Clapton, sort moins de trois mois après For Your Love. En face B figure Steeled Blues, un morceau de blues instrumental enregistré par Beck à la guitare slide et Relf à l'harmonica. Il est publié le 4 juin 1965 au Royaume-Uni par Columbia et le 2 juillet aux États-Unis par Epic Records. La pochette américaine utilise à tort une photo des Yardbirds avec Clapton ; à l'inverse, la pochette de l'album For Your Love, publié par Epic le mois précédent, utilisait à tort une photo avec Beck.
Cinq jours après la sortie du single, les Yardbirds interprètent Heart Full of Soul dans l'émission de radio de Ken Dodd, diffusée par BBC Radio les 20 et 23 juin. Au cours de leur deuxième tournée américaine, le groupe la joue pour l'émission de télévision Shivaree (en). Ils sont filmés aux studios KABC-TV de Hollywood le 3 janvier 1966 et leur prestation est diffusée le 8.
Le premier album sur lequel figure Heart Full of Soul est Having a Rave Up, le deuxième 33 tours américain des Yardbirds. Elle est également reprise sur la compilation américaine The Yardbirds Greatest Hits (en) en 1967. Au Royaume-Uni, ce n'est qu'en 1971 qu'elle apparaît sur la compilation Remember… The Yardbirds, après la séparation du groupe. De nombreux best of ultérieurs la reprennent,.

### Postérité
Heart Full of Soul fait partie des premières chansons de pop occidentale à intégrer des influences indiennes, donnant naissance à un sous-genre du rock appelé raga rock. D'autres groupes puisent aux mêmes influences en 1965, comme les Kinks avec See My Friends ou les Beatles avec Norwegian Wood (This Bird Has Flown), première chanson rock sur laquelle apparaît effectivement un sitar,. Ces inspirations indiennes participent au développement du courant psychédélique dans la deuxième moitié des années 1960. La chanson marque également l'une des toutes premières utilisations d'une pédale de fuzz, un mois avant (I Can't Get No) Satisfaction des Rolling Stones,.
Plusieurs musiciens ont enregistré des reprises de Heart Full of Soul. Le chanteur de roots rock américain Chris Isaak la reprend sur son deuxième album, Chris Isaak (en). Le groupe de rock progressif canadien Rush en inclut une version sur son album de reprises Feedback, sorti en 2004.
En 2010, la version des Yardbirds apparaît dans la bande originale du film London Boulevard. Elle illustre une scène où le héros (joué par Colin Farrell) traverse Londres au volant d'un cabriolet noir.

## Fiche technique

### Chansons
| 1. | Heart Full of Soul | Graham Gouldman       | 2:28 |
| 2. | Steeled Blues      | Keith Relf, Jeff Beck | 2:40 |

### Interprètes
- Jeff Beck : guitare basse
- Jimmy Page : guitare
- Chris Dreja : guitare rythmique ?
- Jim McCarty : batterie
- Keith Relf : chant, guitare acoustique
- Ron Prentice : basse
- inconnu : tabla

### Classements et certifications
| Classement                     | Meilleure position |
| ------------------------------ | ------------------ |
| Canada (RPM)                   | 2                  |
| États-Unis (Billboard Hot 100) | 9                  |
| États-Unis (Cashbox Top 100)   | 12                 |
| Royaume-Uni (UK Singles Chart) | 2                  |